# Parnasso in festa

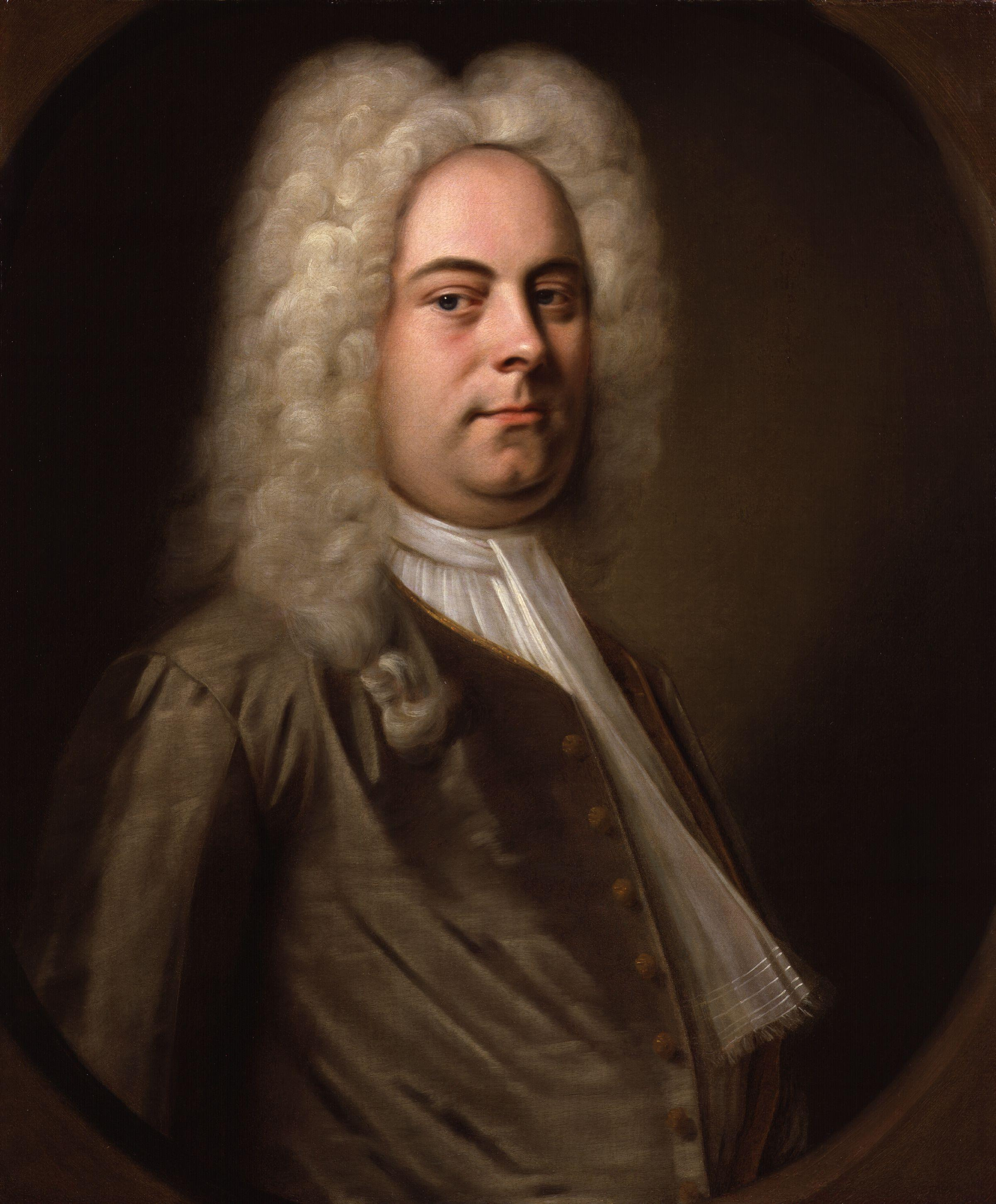
Georg Friedrich Händel

Parnasso in festa, per li sponsali di Teti e Peleo (Fest på parnassen med anledning av bröllopet mellan Thetis och Peleus) (HWV 73) är en opera i tre akter med musik av Georg Friedrich Händel till libretto av okänd författare.

## Historia
Parnasso in festa är strikt ordnat inte en opera utan en festa teatrale, en typ av italiensk opera avsett som underhållning för att fira ett kungligt bröllop eller statsbesök. Inte mindre var den ett helaftonsverk med full orkester och operasångare. Verket komponerades för att fira bröllopet mellan kung Georg II:s äldsta dotter, Anne, och prins Vilhelm av Oranien. Verket hade premiär den 13 mars 1734 på The Queen's Theatre, Haymarket, London (senare The King's Theatre) och spelades fem gånger. Verket, som var avsett som en engångsföreteelse, blev en så stor succé att Händel lät sätta upp den påföljande säsonger.

## Personer
- Apollon (mezzosopran kastratsångare)
- Klio, en musa (sopran)
- Orfeus (soprankastrat)
- Kalliope, en musa (mezzosopran)
- Clori, en kvinnlig jägare (kontraalt)
- Euterpe, en musa (sopran)
- Mars, krigsgud (bas)
- Kör med nymfer och herdar

## Handling
Apollon ber muserna att sjunga vid bröllopet mellan Thetis och Peleus. När Apollon ser Klio påminner hon honom om Dafne, som han en gång älskade men som han förlorade när hon förvandlade sig till ett lagerträd. Apollon skjuter bort minnet och sjunger Bacchus och vinets lov.
Clori försöker muntra upp Orfeus med en kör men han förblir ledsen över förlusten av Eurydike. Apollon sammankallar havsgudarna till bröllopet. Mars ser fram emot den generation av hjältar som kommer bli frukten av bröllopet. Nymfer, herdar, fauner och gudinnorna Iris och Aurora ombeds föra fram hyllningar i form av frukter och blommor. Allt slutar med hyllningar till det lyckliga paret.